# Związek Socjalistycznych Republik Radzieckich na Letnich Igrzyskach Olimpijskich 1976
Związek Socjalistycznych Republik Radzieckich na Letnich Igrzyskach Olimpijskich 1976 reprezentowało 410 zawodników (285 mężczyzn i 125 kobiet). Był to siódmy start reprezentacji ZSRR na letnich igrzyskach olimpijskich.

## Zdobyte medale
| Medal  | Zawodnik | Dyscyplina sportowa  | Konkurencja                           |
| ------ | --- | -------------------- | ------------------------------------- |
| Złoto  | Nikołaj Andrianow | Gimnastyka           | wielobój indywidualny mężczyzn        |
| Złoto  | Nikołaj Andrianow | Gimnastyka           | ćwiczenia wolne mężczyzn              |
| Złoto  | Nikołaj Andrianow | Gimnastyka           | kółka mężczyzn                        |
| Złoto  | Nikołaj Andrianow | Gimnastyka           | skok mężczyzn                         |
| Złoto  | Nelli Kim | Gimnastyka           | skok kobiet                           |
| Złoto  | Nelli Kim | Gimnastyka           | ćwiczenia wolne kobiet                |
| Złoto  | Swietłana Grozdowa Elwira Saadi Marija Fiłatowa Olga Korbut Ludmiła Turiszczewa Nelli Kim | Gimnastyka           | wielobój drużynowo kobiet             |
| Złoto  | Wiktor Saniejew | Lekkoatletyka        | trójskok mężczyzn                     |
| Złoto  | Jurij Siedych | Lekkoatletyka        | rzut młotem mężczyzn                  |
| Złoto  | Tatjana Kazankina | Lekkoatletyka        | 800 m kobiet                          |
| Złoto  | Tatjana Kazankina | Lekkoatletyka        | 1500 m kobiet                         |
| Złoto  | Angelė Rupšienė Tetiana Zacharowa Rajisa Kurwiakowa Olga Baryszewa Tatjana Owieczkina Nadieżda Szuwajewa Uļjana Semjonova Nadieżda Zacharowa Nelli Fieriabnikowa Olga Sucharnowa Tamāra Dauniene Natala Kłymowa                                                                                        | Koszykówka           | kobiety                               |
| Złoto  | Aleksandr Rogow | Kajakarstwo          | C-1 1500 m mężczyzn                   |
| Złoto  | Serhij Petrenko Aleksandr Winogradow | Kajakarstwo          | C-2 500 m mężczyzn                    |
| Złoto  | Serhij Petrenko Aleksandr Winogradow | Kajakarstwo          | C-2 1000 m mężczyzn                   |
| Złoto  | Serhij Nahorny Władimir Romanowski | Kajakarstwo          | K-2 1000 m mężczyzn                   |
| Złoto  | Siergiej Czuchraj Aleksandr Diegtiariow Jurij Fiłatow Władimir Morozow | Kajakarstwo          | K-4 1000 m mężczyzn                   |
| Złoto  | Nina Gopowa Galina Kreft | Kajakarstwo          | K-2 500 m kobiet                      |
| Złoto  | Władimir Kaminski Anatolij Czukanow Walerij Czapłygin Aavo Pikkuus | Kolarstwo            | Drużynowo na czas                     |
| Złoto  | Jelena Wajcechowska | Skoki do wody        | wieża 10 m kobiet                     |
| Złoto  | Jelena Nowikowa Olga Kniaziewa Walentina Sidorowa Naila Gilazowa Walentina Nikonowa | Szermierka           | floret drużynowo kobiet               |
| Złoto  | Wiktor Krowopuskow | Szermierka           | szabla mężczyzn                       |
| Złoto  | Wiktor Krowopuskow Eduard Winokurow Wiktor Sidiak Władimir Nazłymow Michaił Burcew | Szermierka           | szabla mężczyzn drużynowo             |
| Złoto  | Ołeksandr Rezanow Mykoła Tomyn Serhij Kuszniriuk Jurij Łahutyn Władimir Maksimow Jurij Kidiajew Jurij Klimow Władimir Krawcow Walerij Gassij Wasilij Iljin Mychajło Iszczenko Aleksandr Anpiłogow Jewgienij Czernyszow Anatolij Fiediukin                                                              | Piłka ręczna         | mężczyźni                             |
| Złoto  | Natalija Tymoszkina Zinajida Turczyna Hałyna Zacharowa Rafiga Szabanowa Ludmiła Szubina Lubow Odynokowa Ludmyła Panczuk Ludmyła Poradnyk Marija Litoszenko Nina Łobowa Aldona Nenėnienė Tetiana Hłuszczenko Łarysa Karłowa Tetiana Koczerhina                                                          | Piłka ręczna         | kobiety                               |
| Złoto  | Siergiej Nowikow | Judo                 | waga ciężka mężczyzn                  |
| Złoto  | Władimir Niewzorow | Judo                 | waga półśrednia mężczyzn              |
| Złoto  | Władimir Jeszinow Nikołaj Iwanow Michaił Kuzniecow Aleksandr Klepikow Aleksandr Łukjanow Aleksandr Siema | Wioślarstwo          | czwórka ze sternikiem mężczyzn        |
| Złoto  | Alaksandr Hazau | Strzelectwo          | Ruchomy cel 50 m                      |
| Złoto  | Marina Koszewoj | Pływanie             | 200 m stylem klasycznym kobiet        |
| Złoto  | Aleksandr Woronin | Podnoszenie ciężarów | waga musza                            |
| Złoto  | Nikołaj Kolesnikow | Podnoszenie ciężarów | waga piórkowa                         |
| Złoto  | Petro Korol | Podnoszenie ciężarów | waga lekka                            |
| Złoto  | Waleryj Szaryj | Podnoszenie ciężarów | waga lekkociężka                      |
| Złoto  | Dawid Rigiert | Podnoszenie ciężarów | waga półciężka                        |
| Złoto  | Jurij Zajcew | Podnoszenie ciężarów | waga ciężka                           |
| Złoto  | Wasilij Aleksiejew | Podnoszenie ciężarów | waga superciężka                      |
| Złoto  | Aleksiej Szumakow | Zapasy               | 48 kg styl klasyczny                  |
| Złoto  | Witalij Konstantinow | Zapasy               | 52 kg styl klasyczny                  |
| Złoto  | Suren Nałbandian | Zapasy               | 68 kg styl klasyczny                  |
| Złoto  | Anatolij Bykow | Zapasy               | 74 kg styl klasyczny                  |
| Złoto  | Walerij Riezancew | Zapasy               | 90 kg styl klasyczny                  |
| Złoto  | Nikołaj Bałboszyn | Zapasy               | 100 kg styl klasyczny                 |
| Złoto  | Aleksandr Kołczinski | Zapasy               | +100 kg styl klasyczny                |
| Złoto  | Władimir Jumin | Zapasy               | 57 kg styl dowolny                    |
| Złoto  | Pawieł Pinigin | Zapasy               | 68 kg styl dowolny                    |
| Złoto  | Lewan Tediaszwili | Zapasy               | 90 kg styl dowolny                    |
| Złoto  | Iwan Jarygin | Zapasy               | 100 kg styl dowolny                   |
| Złoto  | Sosłan Andijew | Zapasy               | +100 kg styl dowolny                  |
| Srebro | Wałentyna Kowpan | Łucznictwo           | kobiety                               |
| Srebro | Olga Korbut | Gimnastyka sportowa  | równoważnia                           |
| Srebro | Władimir Marczenko | Gimnastyka sportowa  | ćwiczenia wolne mężczyzn              |
| Srebro | Ludmiła Turiszczewa | Gimnastyka sportowa  | ćwiczenia wolne kobiet                |
| Srebro | Ludmiła Turiszczewa | Gimnastyka sportowa  | skok kobiet                           |
| Srebro | Nelli Kim | Gimnastyka sportowa  | wielobój indywidualnie kobiet         |
| Srebro | Nikołaj Andrianow | Gimnastyka sportowa  | poręcz mężczyzn                       |
| Srebro | Aleksandr Ditiatin | Gimnastyka sportowa  | kółka mężczyzn                        |
| Srebro | Władimir Tichonow Giennadij Krysin Władimir Marczenko Aleksandr Ditiatin Władimir Markiełow Nikołaj Andrianow | Gimnastyka sportowa  | wielobój drużynowo mężczyzn           |
| Srebro | Jewgienij Mironow | Lekkoatletyka        | pchnięcie kulą mężczyzn               |
| Srebro | Aleksiej Spiridonow | Lekkoatletyka        | rzut młotem mężczyzn                  |
| Srebro | Tatjana Anisimowa | Lekkoatletyka        | 110 m ppł kobiet                      |
| Srebro | Nadieżda Cziżowa | Lekkoatletyka        | pchnięcie kulą kobiet                 |
| Srebro | Rufat Riskijew | Boks                 | waga średnia mężczyzn                 |
| Srebro | Wasyl Jurczenko | Kajakarstwo          | C-1 1000 m mężczyzn                   |
| Srebro | Tatjana Korszunowa | Kajakarstwo          | K-1 500 m kobiet                      |
| Srebro | Serhij Nahorny Władimir Romanowski | Kajakarstwo          | K-2 500 m mężczyzn                    |
| Srebro | Władimir Osokin Aleksandr Pierow Witalij Pietrakow Wiktor Sokołow | Kolarstwo            | Drużynowo na dochodzenie mężczyzn     |
| Srebro | Aleksandr Romankow | Szermierka           | floret mężczyzn                       |
| Srebro | Władimir Nazłymow | Szermierka           | szabla mężczyzn                       |
| Srebro | Walerij Dwojnikow | Judo                 | waga średnia mężczyzn                 |
| Srebro | Ramaz Karsziladze | Judo                 | waga półciężka mężczyzn               |
| Srebro | Pawieł Ledniow | Pięciobój nowoczesny | indywidualnie                         |
| Srebro | Anna Kondraszyna Mira Briunina Larisa Popova Galina Jermołajewa Nadieżda Czernyszowa | Wioślarstwo          | czwórka podwójna ze sternikiem kobiet |
| Srebro | Lubow Tałałajewa Nadieżda Roszczina Klavdija Koženkova Ołena Zubko Olha Kołkowa Nelli Tarakanowa Nadija Rozhon Olha Huzenko Olha Puhowśka | Wioślarstwo          | ósemka kobiet                         |
| Srebro | Dmitrij Biechtieriew Jurij Szurkałow Jurij Łoriencson | Wioślarstwo          | dwójka ze sternikiem mężczyzn         |
| Srebro | Jewgienij Dulejew Jurij Jakimow Aivars Lazdenieks Vytautas Butkus | Wioślarstwo          | czwórka podwójna mężczyzn             |
| Srebro | Andriej Bałaszow | Wioślarstwo          | klasa Finn                            |
| Srebro | Władisław Akimienko Wałentyn Mankin | Wioślarstwo          | klasa Tempest                         |
| Srebro | Aleksandr Kiediarow | Strzelectwo          | Ruchomy cel 50 m                      |
| Srebro | Andriej Bogdanow Siergiej Koplakow Andriej Kryłow Wołodymyr Raskatow | Pływanie             | 4 × 200 m stylem dowolnym mężczyzn    |
| Srebro | Lubow Rusanowa | Pływanie             | 100 m stylem klasycznym kobiet        |
| Srebro | Maryna Jurczenia | Pływanie             | 200 m stylem klasycznym kobiet        |
| Srebro | Zoja Jusowa Inna Ryskal Ludmiła Szczetinina Nina Smolejewa Lilija Osadcza Hanna Rostowa Lubow Rudowśka Olha Kozakowa Natalja Kusznir Nina Muradian Łarisa Biergien Ludmiła Czernyszowa | Siatkówka            | kobiety                               |
| Srebro | Aleksandr Jermiłow Wiaczesław Zajcew Jurij Starunskij Władimir Ułanow Anatolij Poliszczuk Aleksandr Sawin Pāvels Seļivanovs Władimir Kondra Oleg Moliboga Władimir Czernyszow Jefim Czułak Władimir Dorochow                                                                                           | Siatkówka            | mężczyźni                             |
| Srebro | Wartan Militosjan | Podnoszenie ciężarów | waga średnia mężczyzn                 |
| Srebro | Nelson Dawidian | Zapasy               | 62 kg styl klasyczny                  |
| Srebro | Władimir Czeboksarow | Zapasy               | 82 kg styl klasyczny                  |
| Srebro | Roman Dmitrijew | Zapasy               | 48 kg styl wolny                      |
| Srebro | Aleksandr Iwanow | Zapasy               | 52 kg styl wolny                      |
| Srebro | Wiktor Nowożyłow | Zapasy               | 82 kg styl wolny                      |
| Brąz   | Zebiniso Rustamowa | Łucznictwo           | kobiety                               |
| Brąz   | Ludmiła Turiszczewa | Gimnastyka sportowa  | wielobój kobiet                       |
| Brąz   | Nikołaj Andrianow | Gimnastyka sportowa  | koń z łękami mężczyzn                 |
| Brąz   | Wałerij Borzow | Lekkoatletyka        | 100 m mężczyzn                        |
| Brąz   | Jewgienij Gawrilenko | Lekkoatletyka        | 400 m ppł mężczyzn                    |
| Brąz   | Aleksandr Aksinin Wałerij Borzow Nikołaj Kolesnikow Juris Silovs | Lekkoatletyka        | 4 × 100 m mężczyzn                    |
| Brąz   | Aleksandr Barysznikow | Lekkoatletyka        | pchnięcie kulą mężczyzn               |
| Brąz   | Mykoła Awiłow | Lekkoatletyka        | dziesięciobój                         |
| Brąz   | Anatolij Bondarczuk | Lekkoatletyka        | rzut młotem mężczyzn                  |
| Brąz   | Natalja Lebiediewa | Lekkoatletyka        | 100 m ppł kobiet                      |
| Brąz   | Wiera Anisimowa Nadieżda Biesfamilna Ludmiła Masłakowa Tetiana Proroczenko | Lekkoatletyka        | 4 × 100 m kobiet                      |
| Brąz   | Ludmyła Aksionowa Nadieżda Iljina Inta Kļimoviča Natalja Sokołowa | Lekkoatletyka        | 4 × 100 m kobiet                      |
| Brąz   | Lidija Ałfiejewa | Lekkoatletyka        | skok w dal kobiet                     |
| Brąz   | Ałżan Żarmuchamiedow Władimir Żygilij Władimir Tkaczenko Walerij Miłosierdow Anatolij Myszkin Aleksandr Salnikow Iwan Jedieszko Micheil Korkia Andriej Makiejew Władimir Arzamaskow Aleksandr Biełow Siergiej Biełow                                                                                   | Koszykówka           | mężczyźni                             |
| Brąz   | Dawid Torosjan | Boks                 | waga musza mężczyzn                   |
| Brąz   | Wiktor Rybakow | Boks                 | waga kogucia mężczyzn                 |
| Brąz   | Wasilij Sołomin | Boks                 | waga lekka mężczyzn                   |
| Brąz   | Wiktor Sawczenko | Boks                 | waga lekkośrednia mężczyzn            |
| Brąz   | Uładzimir Alejnik | Skoki do wody        | wieża 10 m mężczyzn                   |
| Brąz   | Aleksandr Kosienkow | Skoki do wody        | trampolina 3 m mężczyzn               |
| Brąz   | Jelena Nowikowa | Szermierka           | floret kobiet                         |
| Brąz   | Wiktor Sidiak | Szermierka           | szabla mężczyzn                       |
| Brąz   | Wołodymyr Troszkin Dawit Kipiani Wołodymyr Weremiejew Wiktor Zwiahincew Leonid Nazarienko Wołodymyr Onyszczenko Stefan Reszko Anatolij Końkow Wiktor Matwijenko Aleksandr Minajew Mychajło Fomenko Władimir Fiodorow Wiktor Kołotow Władimir Astapowski Ołeh Błochin Aleksandr Prochorow Łeonid Buriak | Piłka nożna          | mężczyźni                             |
| Brąz   | Szota Czocziszwili | Judo                 | kaegoria open                         |
| Brąz   | Jelena Antonowa | Wioślarstwo          | jedynka kobiet                        |
| Brąz   | Eleonora Kaminskaitė Genovaitė Ramoškienė | Wioślarstwo          | dwójka podwójna kobiet                |
| Brąz   | Nadieżda Siewostjanowa Ludmiła Krochina Galina Miszenina Anna Pasocha Lidija Kryłowa | Wioślarstwo          | czwórka ze sternikiem kobiet          |
| Brąz   | Raul Arnemann Nikołaj Kuzniecow Walerij Dolinin Anuszawan Gassan-Dżaliłow | Wioślarstwo          | Czwórka bez sternika mężczyzn         |
| Brąz   | Giennadij Łuszczikow | Strzelectwo          | Karabin małokalibrowy leżąc 50 m      |
| Brąz   | Wołodymyr Raskatow | Pływanie             | 400 m stylem dowolnym mężczyzn        |
| Brąz   | Arvydas Juozaitis | Pływanie             | 100 m stylem klasycznym mężczyzn      |
| Brąz   | Andriej Smirnow | Pływanie             | 400 m stylem zmiennym mężczyzn        |
| Brąz   | Marina Koszewoj | Pływanie             | 100 m stylem klasycznym kobiet        |
| Brąz   | Lubow Rusanowa | Pływanie             | 200 m stylem klasycznym kobiet        |
| Brąz   | Fargat Mustafin | Zapasy               | 62 kg styl klasyczn                   |

## Skład kadry

### Boks
Waga papierowa
- Ołeksandr Tkaczenko – odpadł w 2. rundzie

Waga musza
- Dawid Torosjan – brązowy medal

Waga kogucia
- Wiktor Rybakow – brązowy medal

Waga piórkowa
- Anatolij Wołkow – odpadł w 2. rundzie

Waga lekka
- Wasilij Sołomin – brązowy medal

Waga lekkopółśrednia
- Walerij Limasow – odpadł w 2. rundzie

Waga półśrednia
- Walerij Raczkow – odpadł w 3. rundzie

Waga lekkośrednia
- Wiktor Sawczenko – brązowy medal

Waga średnia
- Rufat Riskijew – srebrny medal

Waga półciężka
- Anatolij Klimanow – odpadł w 2. rundzie

Waga ciężka
- Wiktor Iwanow – odpadł w 2. rundzie

### Gimnastyka

#### Mężczyźni
Wielobój indywidualnie
- Nikołaj Andrianow – złoty medal
- Aleksandr Ditiatin – 4. miejsce
- Władimir Markiełow – odpadł w eliminacjach
- Giennadij Krysin – odpadł w eliminacjach
- Władimir Marczenko – odpadł w eliminacjach
- Władimir Tichonow – odpadł w eliminacjach

Wielobój drużynowo
- Nikołaj Andrianow, Władimir Markiełow, Aleksandr Ditiatin, Giennadij Krysin, Władimir Marczenko, Władimir Tichonow – srebrny medal

Ćwiczenia na podłodze
- Nikołaj Andrianow – złoty medal
- Władimir Marczenko – srebrny medal
- Aleksandr Ditiatin – odpadł w eliminacjach
- Władimir Markiełow – odpadł w eliminacjach
- Giennadij Krysin – odpadł w eliminacjach
- Władimir Tichonow – odpadł w eliminacjach

Skok
- Nikołaj Andrianow – złoty medal
- Władimir Marczenko – odpadł w eliminacjach
- Aleksandr Ditiatin – odpadł w eliminacjach
- Władimir Markiełow – odpadł w eliminacjach
- Giennadij Krysin – odpadł w eliminacjach
- Władimir Tichonow – odpadł w eliminacjach

Poręcz
- Nikołaj Andrianow – srebrny medal
- Władimir Marczenko – odpadł w eliminacjach
- Aleksandr Ditiatin – odpadł w eliminacjach
- Władimir Markiełow – odpadł w eliminacjach
- Giennadij Krysin – odpadł w eliminacjach
- Władimir Tichonow – odpadł w eliminacjach

Drążek
- Giennadij Krysin – 5. miejsce
- Nikołaj Andrianow – odpadł w eliminacjach
- Władimir Marczenko – odpadł w eliminacjach
- Aleksandr Ditiatin – odpadł w eliminacjach
- Władimir Markiełow – odpadł w eliminacjach
- Władimir Tichonow – odpadł w eliminacjach

Kółka
- Nikołaj Andrianow – złoty medal
- Aleksandr Ditiatin – srebrny medal
- Giennadij Krysin – odpadł w eliminacjach
- Władimir Marczenko – odpadł w eliminacjach
- Władimir Markiełow – odpadł w eliminacjach
- Władimir Tichonow – odpadł w eliminacjach

Koń z łęgami 
- Nikołaj Andrianow – brązowy medal
- Aleksandr Ditiatin – 6. miejsce
- Giennadij Krysin – odpadł w eliminacjach
- Władimir Marczenko – odpadł w eliminacjach
- Władimir Markiełow – odpadł w eliminacjach
- Władimir Tichonow – odpadł w eliminacjach

#### Kobiety
Wielobój indywidualnie
- Nelli Kim – srebrny medal
- Ludmiła Turiszczewa – brązowy medal
- Olga Korbut – 5. miejsce
- Elwira Saadi – odpadła w eliminacjach
- Swietłana Grozdowa – odpadła w eliminacjach
- Marija Fiłatowa – odpadła w eliminacjach

Wielobój drużynowo
- Nelli Kim, Ludmiła Turiszczewa, Olga Korbut, Elwira Saadi, Swietłana Grozdowa, Marija Fiłatowa – złoty medal

Ćwiczenia na podłodze
- Nelli Kim – złoty medal
- Ludmiła Turiszczewa – srebrny medal
- Olga Korbut – odpadła w eliminacjach
- Elwira Saadi – odpadła w eliminacjach
- Swietłana Grozdowa – odpadła w eliminacjach
- Marija Fiłatowa – odpadła w eliminacjach

Skok
- Nelli Kim – złoty medal
- Ludmiła Turiszczewa – srebrny medal
- Olga Korbut – odpadła w eliminacjach
- Elwira Saadi – odpadła w eliminacjach
- Swietłana Grozdowa – odpadła w eliminacjach
- Marija Fiłatowa – odpadła w eliminacjach

Poręcz
- Olga Korbut – 5. miejsce
- Nelli Kim – 6. miejsce
- Ludmiła Turiszczewa – odpadła w eliminacjach
- Elwira Saadi – odpadła w eliminacjach
- Swietłana Grozdowa – odpadła w eliminacjach
- Marija Fiłatowa – odpadła w eliminacjach

Równoważnia
- Olga Korbut – srebrny medal
- Ludmiła Turiszczewa – 4. miejsce
- Nelli Kim – odpadła w eliminacjach
- Elwira Saadi – odpadła w eliminacjach
- Swietłana Grozdowa – odpadła w eliminacjach
- Marija Fiłatowa – odpadła w eliminacjach

### Jeździectwo
Ujeżdżenie indywidualne
- Wiktor Ugriumow – 6. miejsce
- Iwan Kalita – 13. miejsce
- Iwan Kizimow – 16. miejsce

Ujeżdżenie drużynowo
- Wiktor Ugriumow, Iwan Kalita, Iwan Kizimow – 4. miejsce

WKKW indywidualnie
- Jurij Salnikow – 8. miejsce
- Walerij Dworianinow – 17. miejsce
- Wiktor Kalinin – 25. miejsce
- Piotr Gornuszko – DNF

WKKW drużynowo
- Jurij Salnikow, Walerij Dworianinow, Wiktor Kalinin, Piotr Gornuszko – 5. miejsce

### Judo
Mężczyźni
- Oleg Zurabiani – 18. miejsce, waga lekka
- Władimir Niewzorow – złoty medal, waga półśrednia
- Walerij Dwojnikow – srebrny medal, waga średnia
- Ramaz Karsziladze – srebrny medal, waga półciężka
- Siergiej Nowikow – złoty medal, waga ciężka
- Szota Czocziszwili – brązowy medal, kategoria open

### Kajakarstwo

#### Mężczyźni
K-1 500 m
- Siergiej Lizunow – 6. miejsce

K-1 1000 m
- Ołeksandr Szaparenko – 5. miejsce

K-2 500 m
- Serhij Nahorny, Władimir Romanowski – srebrny medal

K-2 1000 m
- Serhij Nahorny, Władimir Romanowski – złoty medal

K-4 1000 m 
- Serhij Czuchraj, Aleksandr Diegtiariow, Jurij Fiłatow, Władimir Morozow – złoty medal

C-1 500 m
- Aleksandr Rogow – złoty medal

C-1 1000 m
- Wasyl Jurczenko – srebrny medal

C-2 500 m
- Serhij Petrenko, Aleksandr Winogradow – 6. miejsce

C-2 1000 m
- Serhij Petrenko, Aleksandr Winogradow – brązowy medal

#### Kobiety
K-1 500 m
- Tatjana Korszunowa – srebrny medal

K-2 500 m
- Nina Gopowa, Galina Kreft – złoty medal

### Kolarstwo
Wyścig ze startu wspólnego
- Nikołaj Goriełow – 5. miejsce
- Aleksandr Awierin – 17. miejsce
- Walerij Czapłygin – 39. miejsce
- Aavo Pikkuus – 44. miejsce

Drużynowa jazda na czas
- Anatolij Czukanow, Walerij Czapłygin, Władimir Kaminski, Aavo Pikkuus – złoty medal

Sprint
- Serhij Krawcow – 5. miejsce

1 km
- Eduard Rapp – DNF

Wyścig indywidualny na dochodzenie
- Władimir Osokin – 4. miejsce

Wyścig drużynowy na dochodzenie 
- Władimir Osokin, Aleksandr Pierow, Witalij Pietrakow, Wiktor Sokołow – srebrny medal

### Koszykówka
Mężczyźni
- Ałżan Żarmuchamiedow, Władimir Żygilij, Władimir Tkaczenko, Walerij Miłosierdow, Anatolij Myszkin, Aleksandr Salnikow, Iwan Jedieszko, Micheil Korkia, Andriej Makiejew, Władimir Arzamaskow, Aleksandr Biełow, Siergiej Biełow – brązowy medal

Kobiety
- Angelė Rupšienė, Tetiana Zacharowa, Rajisa Kurwiakowa, Olga Baryszewa, Tatjana Owieczkina, Nadieżda Szuwajewa, Uļjana Semjonova, Nadieżda Zacharowa, Nelli Fieriabnikowa, Olga Sucharnowa, Tamāra Dauniene, Natala Kłymowa – złoty medal

### Lekkoatletyka

#### Mężczyźni
100 m
- Wałerij Borzow – brązowy medal
- Aleksandr Aksinin – odpadł w eliminacjach
- Juris Silovs – odpadł w eliminacjach

200 m
- Nikołaj Kolesnikow – odpadł w eliminacjach
- Aleksandr Aksinin – DNS
- Wałerij Borzow – DNS

800 m
- Wiktor Anochin – odpadł w eliminacjach
- Władimir Ponomariow – odpadł w eliminacjach

5000 m
- Enn Sellik – 11. miejsce
- Boris Kuzniecow – odpadł w eliminacjach

4 × 100 m
- Aleksandr Aksinin, Nikołaj Kolesnikow, Juris Silovs, Wałerij Borzow – brązowy medal

4 × 400 m
- Dmitrij Stukałow, Władimir Ponomariow, Wiktor Anochin, Jewgienij Gawrilenko – odpadli w eliminacjach

110 m przez płotki
- Wiaczesław Kulebiakin – 7. miejsce
- Wiktor Miasnikow – 8. miejsce

400 m przez płotki
- Jewgienij Gawrilenko – brązowy medal
- Dmitrij Stukałow – odpadł w eliminacjach

Chód na 20 km
- Wołodymyr Hołubnyczy – 7. miejsce
- Otto Barcz – 13. miejsce
- Wiktor Siemionow – 15. miejsce

Maraton
- Leonid Mosiejew – 7. miejsce
- Aleksandr Gocki – 9. miejsce
- Jurij Wielikorodnych – 24. miejsce

Skok w dal
- Wałerij Podłużny – 7. miejsce
- Aleksiej Pieriewierziew – 10. miejsce
- Tõnu Lepik – odpadł w eliminacjach

Trójskok
- Wiktor Saniejew – złoty medal
- Wałentyn Szewczenko – odpadł w eliminacjach

Skok wzywż
- Siergiej Budałow – 4. miejsce
- Serhij Seniukow – 5. miejsce

Skok o tyczce
- Jurij Prochorenko – 10. miejsce
- Władimir Kiszkun – 13. miejsce
- Jurij Isakow – odpadł w eliminacjach

Pchnięcie kulą
- Jewgienij Mironow – srebrny medal
- Aleksandr Barysznikow – brązowy medal

Rzut dyskiem
- Nikołaj Wichor – odpadł w eliminacjach

Rzut młotem
- Jurij Siedych – złoty medal
- Aleksiej Spiridonow – srebrny medal
- Anatolij Bondarczuk – brązowy medal

Rzut oszczepem
- Wasilij Jerszow – 6. miejsce
- Jānis Lūsis – 8. miejsce

Dziesięciobój
- Mykoła Awiłow – brązowy medal
- Łeonid Łytwynenko – 7. miejsce
- Aleksandr Griebieniuk – 9. miejsce

#### Kobiety
100 m
- Ludmiła Masłakowa – odpadła w eliminacjach
- Wiera Anisimowa – odpadła w eliminacjach
- Nadieżda Biesfamilna – odpadła w eliminacjach

200 m
- Tetiana Proroczenko – 6. miejsce
- Nadieżda Biesfamilna – odpadła w eliminacjach
- Ludmiła Masłakowa – odpadła w eliminacjach

400 m
- Nadieżda Iljina – odpadła w eliminacjach
- Ludmyła Aksionowa – odpadła w eliminacjach
- Natalja Sokołowa – odpadła w eliminacjach

800 m
- Tatjana Kazankina – złoty medal
- Swietłana Styrkina – 5. miejsce
- Walentina Gierasimowa – odpadła w eliminacjach

1500 m
- Tatjana Kazankina – złoty medal
- Ludmiła Bragina – 5. miejsce
- Raisa Katiukowa – odpadła w eliminacjach

100 m przez płotki
- Tatjana Anisimowa – srebrny medal
- Natalja Lebiediewa – brązowy medal
- Lubow Kononowa – odpadła w eliminacjach

4 × 100 m
- Tetiana Proroczenko, Ludmiła Masłakowa, Wiera Anisimowa, Nadieżda Biesfamilna – brązowy medal

4 × 400 m
- Inta Kļimoviča, Ludmyła Aksionowa, Natalja Sokołowa, Nadieżda Iljina – brązowy medal

Skok wzywż
- Tatjana Szlachto – 6. miejsce
- Galina Fiłatowa – 12. miejsce
- Nadieżda Marinienko – odpadła w eliminacjach

Skok w dal
- Lidija Ałfiejewa – brązowy medal
- Ludmiła Borsuk – odpadła w eliminacjach

Pchnięcie kulą
- Nadieżda Cziżowa – srebrny medal
- Swietłana Kraczewska – 9. miejsce
- Faina Mielnik – 10. miejsce

Rzut dyskiem
- Faina Mielnik – 4. miejsce
- Natalja Gorbaczowa – 8. miejsce
- Olga Andrianowa – 10. miejsce

Rzut oszczepem
- Swietłana Korolowa – 6. miejsce
- Nadieżda Jakubowicz – 7. miejsce

Pięciobój
- Ludmiła Popowska – 4. miejsce
- Nadieżda Tkaczenko – 5. miejsce
- Tatjana Worochobko – 14. miejsce

### Łucznictwo
Kobiety indiwidualnie
- Wałentyna Kowpan – srebrny medal
- Zebiniso Rustamowa – brązowy medal

Mężczyźni indiwidualnie
- Władimir Czendarow – 5. miejsce

### Pięciobój nowoczesny
Indywidualnie
- Pawieł Ledniow – srebrny medal
- Boris Mosołow – 8. miejsce
- Borys Oniszczenko – DNF

Drużynowo
- Pawieł Ledniow, Boris Mosołow, Borys Oniszczenko – DNF

### Piłka nożna
Mężczyźni
- Wołodymyr Troszkin, Dawit Kipiani, Wołodymyr Weremiejew, Wiktor Zwiahincew, Leonid Nazarienko, Wołodymyr Onyszczenko, Stefan Reszko, Anatolij Końkow, Wiktor Matwijenko, Aleksandr Minajew, Mychajło Fomenko, Władimir Fiodorow, Wiktor Kołotow, Władimir Astapowski, Ołeh Błochin, Aleksandr Prochorow, Łeonid Buriak – brązowy medal

### Piłka ręczna
Turniej kobiet
- Natalija Tymoszkina, Zinajida Turczyna, Hałyna Zacharowa, Rafiga Szabanowa, Ludmiła Szubina, Lubow Odynokowa, Ludmyła Panczuk, Ludmyła Poradnyk, Marija Litoszenko, Nina Łobowa, Aldona Nenėnienė, Tetiana Hłuszczenko, Łarysa Karłowa, Tetiana Koczerhina – złoty medal

Turniej mężczyzn
- Ołeksandr Rezanow, Mykoła Tomyn, Serhij Kuszniriuk, Jurij Łahutyn, Władimir Maksimow, Jurij Kidiajew, Jurij Klimow, Władimir Krawcow, Walerij Gassij, Wasilij Iljin, Mychajło Iszczenko, Aleksandr Anpiłogow, Jewgienij Czernyszow, Anatolij Fiediukin – złoty medal

### Piłka siatkowa
Turniej mężczyzn
- Aleksandr Jermiłow, Wiaczesław Zajcew, Jurij Starunskij, Władimir Ułanow, Anatolij Poliszczuk, Aleksandr Sawin, Pāvels Seļivanovs, Władimir Kondra, Oleg Moliboga, Władimir Czernyszow, Jefim Czułak, Władimir Dorochow – srebrny medal

Turniej kobiet
- Zoja Jusowa, Inna Ryskal, Ludmiła Szczetinina, Nina Smolejewa, Lilija Osadcza, Hanna Rostowa, Lubow Rudowśka, Olha Kozakowa, Natalja Kusznir, Nina Muradian, Łarisa Biergien, Ludmiła Czernyszowa – srebrny medal

### Piłka wodna
Turniej mężczyzn
- Anatolij Klebanow, Siergiej Kotienko, Aleksandr Driewal, Aleksandr Dołguszyn, Witalij Romanczuk, Aleksandr Kabanow, Ołeksij Barkałow, Nikołaj Mielnikow, Nugzari Mszwenieradze, Wladimer Iselidze, Aleksandr Siergiejewicz•Zacharow – 8. miejsce

### Pływanie

#### Mężczyźni
100 m stylem dowolnym
- Władimir Burie – 7. miejsce
- Andriej Kryłow – 8. miejsce
- Andriej Bogdanow – 14. miejsce

200 m stylem dowolnym
- Andriej Kryłow – 4. miejsce
- Andriej Bogdanow – 8. miejsce
- Siergiej Koplakow – 10. miejsce

400 m stylem dowolnym
- Wołodymyr Raskatow – brązowy medal
- Władimir Michiejew – 7. miejsce
- Władimir Salnikow – 19. miejsce

1500 m stylem dowolnym
- Władimir Salnikow – 5. miejsce
- Walentin Parinow – 9. miejsce
- Igor Kuszpielew – 10. miejsce

100 m stylem grzbietowym
- Igor Omielczenko – 13. miejsce
- Iwan Mikołuckij – 38. miejsce

200 m stylem grzbietowym
- Igor Omielczenko – 13. miejsce
- Iwan Mikołuckij – 22. miejsce

100 m stylem klasycznym
- Arvydas Juozaitis – brązowy medal
- Nikołaj Pankin – 11. miejsce
- Władimir Diemientjew – 19. miejsce

200 m stylem klasycznym
- Arvydas Juozaitis – 6. miejsce
- Nikołaj Pankin – 7. miejsce
- Aigars Kudis – 9. miejsce

100 m stylem motylkowym
- Jewgienij Sieriedin – 16. miejsce
- Ołeksandr Manaczynśkyj – 21. miejsce

200 m stylem motylkowym
- Ołeksandr Manaczynśkyj – 8. miejsce
- Michaił Gorielik – 9. miejsce
- Anatolij Smirnow – 31. miejsce

400 m stylem zmiennym
- Andriej Smirnow – brązowy medal
- Anatolij Smirnow – 11. miejsce
- Michaił Gorielik – DNF

4 × 200 m stylem dowolnym
- Wołodymyr Raskatow, Andriej Bogdanow, Siergiej Koplakow, Andriej Kryłow – srebrny medal

4 × 100 m stylem zmiennym
- Igor Omielczenko, Arvydas Juozaitis, Jewgienij Sieriedin, Andriej Kryłow, Andriej Bogdanow, Nikołaj Pankin – 5. miejsce

#### Kobiety
100 m stylem dowolnym
- Lubow Kobzowa – 17. miejsce
- Irina Własowa – 18. miejsce
- Marina Klucznikowa – 21. miejsce

200 m stylem dowolnym
- Irina Własowa – 8. miejsce
- Łarisa Cariowa – 11. miejsce
- Lubow Kobzowa – 15. miejsce

400 m stylem dowolnym
- Irina Własowa – 12. miejsce

800 m stylem dowolnym
- Irina Własowa – DNS

100 m stylem grzbietowym
- Nadija Stawko – 6. miejsce
- Kławdija Studennikowa – 10. miejsce

200 m stylem grzbietowym
- Nadija Stawko – 4. miejsce
- Kławdija Studennikowa – 7. miejsce

100 m stylem klasycznym
- Lubow Rusanowa – srebrny medal
- Marina Koszewa – brązowy medal
- Maryna Jurczenia – 6. miejsce

200 m stylem klasycznym
- Marina Koszewa – złoty medal
- Maryna Jurczenia – srebrny medal
- Lubow Rusanowa – brązowy medal

100 m stylem motylkowym
- Tamara Szełofastowa – 8. miejsce
- Natalja Popowa – 23. miejsce
- Lubow Kobzowa – DNS

200 m stylem motylkowym
- Tamara Szełofastowa – 7. miejsce
- Natalja Popowa – 8. miejsce

400 m stylem zmiennym
- Natalja Popowa – 17. miejsce

4 × 100 m stylem dowolnym
- Lubow Kobzowa, Irina Własowa, Marina Klucznikowa, Łarisa Cariowa – 5. miejsce

4 × 100 m stylem zmiennym
- Nadija Stawko, Maryna Jurczenia, Tamara Szełofastowa, Łarisa Cariowa – 4. miejsce

### Podnoszenie ciężarów
- Aleksandr Woronin – złoty medal, waga musza
- Nikołaj Kolesnikow – złoty medal, waga piórkowa
- Petro Korol – złoty medal, waga lekka
- Wartan Militosjan – srebrny medal, waga średnia
- Waleryj Szaryj – złoty medal, waga lekkociężka
- Dawid Rigiert – złoty medal, waga półciężka
- Serhij Połtoraćkyj – DNF, waga półciężka
- Jurij Zajcew – złoty medal, waga ciężka
- Wasilij Aleksiejew – złoty medal, waga superciężka

### Skoki do wody

#### Mężczyźni
Wieża 10 m
- Władimir Alejnik – brązowy medal
- Dawit Hambarcumian – 7. miejsce
- Siergiej Niemcanow – odpadł w eliminacjach

Trampolina 3 m
- Aleksandr Kosienkow – brązowy medal
- Boris Kozłow – odpadł w eliminacjach
- Wiaczesław Strachow – odpadł w eliminacjach

#### Kobiety
Wieża 10 m
- Jelena Wajcechowska – złoty medal
- Irina Kalinina – 4. miejsce
- Tetiana Wołynkina – odpadła w eliminacjach

Trampolina 3 m
- Olga Dmitrijewa – 6. miejsce
- Irina Kalinina – 7. miejsce
- Tatjana Podmariowa – odpadła w eliminacjach

### Strzelectwo
Pistolet szybkostrzelny 25 m
- Afanasijs Kuzmins – 4. miejsce
- Wiktor Torszyn – 11. miejsce

Pistolet 50 m
- Grigorij Kosych – 7. miejsce
- Marlen Papawa – 26. miejsce

Ruchomy cel 50 m
- Alaksandr Hazau – złoty medal
- Aleksandr Kiediarow – srebrny medal

Karabin małokalibrowy leżąc 50 m
- Giennadij Łuszczikow – brązowy medal
- Borys Melnyk – 12. miejsce

Karabin małokalibrowy 3 postawy 50 m 
- Aleksandr Mitrofanow – 8. miejsce
- Giennadij Łuszczikow – 11. miejsce

Trap
- Aleksandr Androszkin – 5. miejsce
- Aleksandr Alipow – 14. miejsce

Skeet
- Jurij Curanow – 10. miejsce
- Aleksandr Czerkasow – 14. miejsce

### Szermierka

#### Mężczyźni
Floret
- Aleksandr Romankow – brązowy medal
- Wasyl Stankowycz – 4. miejsce
- Władimir Dienisow – 7. miejsce

Floret drużynowo
- Sabirżan Ruzijew, Aleksandr Romankow, Wasyl Stankowycz, Władimir Dienisow – 4. miejsce

Szpada
- Boris Łukomskij – 17. miejsce
- Aleksandr Bykow – 20. miejsce
- Aleksandr Abuszachmietow – 26. miejsce

Szpada drużynowo
- Wiktor Modzalewskij, Aleksandr Abuszachmietow, Wasyl Stankowycz, Aleksandr Bykow, Boris Łukomskij – 5. miejsce

Szabla
- Wiktor Krowopuskow – złoty medal
- Władimir Nazłymow – srebrny medal
- Wiktor Sidiak – brązowy medal

Szabla drużynowo
- Wiktor Sidiak, Władimir Nazłymow, Wiktor Krowopuskow, Michaił Burcew, Eduard Winokurow – złoty medal

#### Kobiety
Floret
- Jelena Nowikowa – brązowy medal
- Walentina Sidorowa – 7. miejsce
- Olga Kniaziewa – 9. miejsce

Floret drużynowo
- Jelena Nowikowa, Walentina Sidorowa, Olga Kniaziewa, Naila Gilazowa, Walentina Nikonowa – złoty medal

### Wioślarstwo

#### Mężczyźni
Jedynka
- Mykoła Dowhań – 5. miejsce

Dwójka podwójna
- Jewgienij Barbakow, Giennadij Korszykow – 4. miejsce

Dwójka bez sternika
- Giennadij Kinko, Tiit Helmja – 7. miejsce

Dwójka ze sternikiem
- Dmitrij Biechtieriew, Jurij Szurkałow, Jurij Łoriencson – srebrny medal

czwórka bez sternika
- Raul Arnemann, Nikołaj Kuzniecow, Walerij Dolinin, Anuszawan Gassan-Dżaliłow – brązowy medal

czwórka ze sternikiem
- Władimir Jeszinow, Nikołaj Iwanow, Michaił Kuzniecow, Aleksandr Klepikow, Aleksandr Łukjanow, Aleksandr Siema – złoty medal

czwórka podwójna
- Jewgienij Dulejew, Jurij Jakimow, Aivars Lazdenieks, Vytautas Butkus – srebrny medal

ósemka
- Aleksandr Szytow, Antanas Čikotas, Wasilij Potapow, Aleksandr Pluszkin, Anatolij Niemtyriow, Igor Konnow, Anatolij Iwanow, Władimir Wasiljew, Władimir Żarow – 7. miejsce

#### Kobiety
jedynka
- Jelena Antonowa – brązowy medal

dwójka podwójna
- Eleonora Kaminskaitė, Genovaitė Ramoškienė – brązowy medal

dwójka bez sternika
- Natalija Horodiłowa, Hanna Karnauszenko – 4. miejsce

czwórka ze sternikiem
- Nadieżda Siewostjanowa, Ludmiła Krochina, Galina Miszenina, Anna Pasocha, Lidija Kryłowa – brązowy medal

czwórka podwójna ze sternikiem
- Anna Kondraszyna, Mira Briunina, Larisa Popova, Galina Jermołajewa, Nadieżda Czernyszowa – srebrny medal

ósemka
- Lubow Tałałajewa, Nadieżda Roszczina, Klavdija Koženkova, Ołena Zubko, Olha Kołkowa, Nelli Tarakanowa, Nadija Rozhon, Olha Huzenko, Olha Puhowśka – srebrny medal

### Zapasy
- Aleksiej Szumakow – złoty medal, 48 kg styl klasyczny
- Witalij Konstantinow – złoty medal, 52 kg styl klasyczny
- Fargat Mustafin – brązowy medal, 57 kg styl klasyczny
- Nelson Dawidian – serbny medal, 62 kg styl klasyczny
- Suren Nałbandian – złoty medal, 68 kg styl klasyczny
- Anatolij Bykow – złoty medal, 74 kg styl klasyczny
- Władimir Czeboksarow – srebrny medal, 82 kg styl klasyczny
- Walerij Riezancew – złoty medal, 90 kg styl klasyczny
- Nikołaj Bałboszyn – złoty medal, 100 kg styl klasyczny
- Aleksandr Kołczinski – złoty medal, +100 kg styl klasyczny

- Roman Dmitrijew – srebrny medal, 48 kg styl wolny
- Aleksandr Iwanow – srebrny medal, 52 kg styl wolny
- Władimir Jumin – złoty medal, 57 kg styl wolny
- Siergiej Timofiejew – 6. miejsce, 62 kg styl wolny
- Pawieł Pinigin – złoty medal, 68 kg styl wolny
- Rusłan Aszuralijew – 4. miejsce, 74 kg styl wolny
- Wiktor Nowożyłow – srebrny medal, 82 kg styl wolny
- Lewan Tediaszwili – złoty medal, 90 kg styl wolny
- Iwan Jarygin – złoty medal, 100 kg styl wolny
- Sosłan Andijew – złoty medal, +100 kg styl wolny

### Żeglarstwo
Klasa Finn
- Andriej Bałaszow – srebrny medal

Klasa 470
- Aleksandr Potapow, Wiktor Potapow – 4. miejsce

Klasa Tempest
- Wałentyn Mankin, Władysław Akymienko – srebrny medal

Klasa Tornado
- Władimir Wasiljew, Wiaczesław Tiniejew – 12. miejsce

Klasa Soling
- Boris Budnikow, Walentin Zamotajkin, Nikołaj Polakow – 4. miejsce

Latający Holender
- Walerij Zubanow, Władimir Leontjew – 5. miejsce